# Kywacziwka
Kywacziwka (ukr. Кивачівка, hist. pol. Kiwaczówka) – wieś na Ukrainie, w obwodzie winnickim, w rejonie hajsyńskim, w hromadzie Krasnopólka. W 2001 liczyła 780 mieszkańców, spośród których 768 wskazało jako ojczysty język ukraiński, 5 rosyjski, 6 ormiański, a 1 inny.